# Alfredo Pereira de Mello
Alfredo Pereira de Mello, conhecido como Mica (Salvador, 15 de outubro de 1904 - Salvador, 10 de março de 1989) foi um futebolista brasileiro que atuava como meio-campista. Mica foi o primeiro grande astro do futebol baiano.

## Carreira
Iniciou sua carreira no Yankee e conquistou o Torneio Início da Bahia de 1921. No ano seguinte, transferiu-se para o Botafogo -BA e foi convocado para a Seleção Baiana que disputou no Rio de Janeiro o Campeonato Brasileiro de 1922, onde conquistou o título de vice-campeão. 

## Seleção Brasileira
Em 1923, Mica foi convocado para a Seleção Brasileira que disputou o Campeonato Sul-Americano de Futebol de 1923, no Uruguai. Mica foi também o primeiro jogador de um clube baiano convocado para a seleção brasileira principal, num acontecimento que acabou por se converter num tabu de 64 anos.

## Títulos
Yankee Foot-Ball Club
- Torneio Início da Bahia: 1921

Botafogo Sport Club
- Campeonato Baiano: 1922, 1923

Associação Atlética da Bahia
- Campeonato Baiano: 1924